# Groupe C de la Coupe d'Asie des nations de football 2011
Le groupe C de la Coupe d'Asie des nations de football de 2011, qui se dispute au Qatar du 7 janvier au 29 janvier 2011, comprend quatre équipes dont les deux premières se qualifient pour les quarts de finale de la compétition. Conformément au tirage au sort, les équipes de l'Australie (26e FIFA), de la Corée du Sud (39e FIFA), de Bahreïn (93e FIFA) et de l'Inde (144e FIFA) composent ce groupe C.
Le premier de ce groupe affrontera le second du Groupe D et le deuxième de ce groupe affrontera le premier du Groupe D.

## Classement
Les deux premières équipes se qualifient pour les Huitièmes de finale.
|   | Équipe       | Pts | J | G | N | P | BP | BC | Diff |
| - | ------------ | --- | - | - | - | - | -- | -- | ---- |
| 1 | Australie    | 7   | 3 | 2 | 1 | 0 | 6  | 1  | +5   |
| 2 | Corée du Sud | 7   | 3 | 2 | 1 | 0 | 7  | 3  | +4   |
| 3 | Bahreïn      | 3   | 3 | 1 | 0 | 2 | 6  | 5  | +1   |
| 4 | Inde         | 0   | 3 | 0 | 0 | 3 | 3  | 13 | -10  |

| 10 janvier | Inde         | 0 - 4 | Australie    |
| 10 janvier | Corée du Sud | 2 - 1 | Bahreïn      |
| 14 janvier | Australie    | 1 - 1 | Corée du Sud |
| 14 janvier | Bahreïn      | 5 - 2 | Inde         |
| 18 janvier | Corée du Sud | 4 - 1 | Inde         |
| 18 janvier | Australie    | 1 - 0 | Bahreïn      |

## Résultats des matchs
Six matches opposant toutes les équipes entre elles sont programmés.
| 10 janvier 2011 | Inde    | 0 - 4 | Australie                                  | Jassim Bin Hamad Stadium, Doha                        |                                                       |
| 16 h 15 UTC+3   |         |       | 11e 65e Cahill · 24e Kewell · 45+1e Holman | Spectateurs : 11 749 Arbitrage : Ali Hamad Al-Badwawi | Spectateurs : 11 749 Arbitrage : Ali Hamad Al-Badwawi |
| 16 h 15 UTC+3   | Rapport |       |                                            | Spectateurs : 11 749 Arbitrage : Ali Hamad Al-Badwawi | Spectateurs : 11 749 Arbitrage : Ali Hamad Al-Badwawi |

| 10 janvier 2011 | Corée du Sud         | 2 - 1 | Bahreïn          | Al Gharafa Stadium, Doha                           |                                                    |
| 19 h 15 UTC+3   | Koo Ja-cheol 41e 52e |       | 85e (pen.) Aaish | Spectateurs : 4 967 Arbitrage : Abdullah Al Hilali | Spectateurs : 4 967 Arbitrage : Abdullah Al Hilali |
| 19 h 15 UTC+3   | Rapport              |       |                  | Spectateurs : 4 967 Arbitrage : Abdullah Al Hilali | Spectateurs : 4 967 Arbitrage : Abdullah Al Hilali |

| 14 janvier 2011 | Australie   | 1 - 1 | Corée du Sud     | Al Gharafa Stadium, Doha                              |                                                       |
| 16 h 15 UTC+3   | Jedinak 62e |       | 24e Koo Ja-cheol | Spectateurs : 15 526 Arbitrage : Abdulrahman Mohammed | Spectateurs : 15 526 Arbitrage : Abdulrahman Mohammed |
| 16 h 15 UTC+3   | Rapport     |       |                  | Spectateurs : 15 526 Arbitrage : Abdulrahman Mohammed | Spectateurs : 15 526 Arbitrage : Abdulrahman Mohammed |

| 14 janvier 2011 | Bahreïn                               | 5 - 2 | Inde                   | Jassim Bin Hamad Stadium, Doha                          |                                                         |
| 19 h 15 UTC+3   | Abdullatif 16e 20e 35e 78e · Aaish 8e |       | 9e Singh · 53e Chhetri | Spectateurs : 11 032 Arbitrage : Subkhiddin Mohd Salleh | Spectateurs : 11 032 Arbitrage : Subkhiddin Mohd Salleh |
| 19 h 15 UTC+3   | Rapport                               |       |                        | Spectateurs : 11 032 Arbitrage : Subkhiddin Mohd Salleh | Spectateurs : 11 032 Arbitrage : Subkhiddin Mohd Salleh |

| 18 janvier 2011 | Corée du Sud                                             | 4 - 1 | Inde               | Al Gharafa Stadium, Doha                          |                                                   |
| 16 h 15 UTC+3   | Ji Dong-won 6e 23e · Koo Ja-cheol 9e · Son Heung-min 81e |       | 12e (pen.) Chhetri | Spectateurs : 11 366 Arbitrage : Khalil Al Ghamdi | Spectateurs : 11 366 Arbitrage : Khalil Al Ghamdi |
| 16 h 15 UTC+3   | Rapport                                                  |       |                    | Spectateurs : 11 366 Arbitrage : Khalil Al Ghamdi | Spectateurs : 11 366 Arbitrage : Khalil Al Ghamdi |

| 18 janvier 2011 | Australie   | 1 - 0 | Bahreïn | Jassim Bin Hamad Stadium, Doha                   |                                                  |
| 16 h 15 UTC+3   | Jedinak 37e |       |         | Spectateurs : 3 919 Arbitrage : Yuichi Nishimura | Spectateurs : 3 919 Arbitrage : Yuichi Nishimura |
| 16 h 15 UTC+3   | Rapport     |       |         | Spectateurs : 3 919 Arbitrage : Yuichi Nishimura | Spectateurs : 3 919 Arbitrage : Yuichi Nishimura |